# Mitsuteru Watanabe
Mitsuteru Watanabe (Shizuoka, 10 april 1974) is een voormalig Japans voetballer.

## Carrière
Mitsuteru Watanabe speelde tussen 1997 en 2006 voor Kashiwa Reysol, Gamba Osaka en Yokohama FC.